# 1965-ös Formula–1 amerikai nagydíj
Az 1965-ös Formula–1-es világbajnokság kilencedik futama az amerikai nagydíj volt.

## Futam
John Surtees nem indult a hétvégén, mivel korábban balesetet szenvedett egy CanAm versenyen, a Mosport Parkban. Hill szerezte meg a pole-t Clark és Ginther előtt. Stewart az első kör végére a 3. helyre jött fel, de később technikai probléma miatt kiesett. Hill az egyik kanyart túl szélesre vette, ekkor Clark megelőzte és az élre állt, de a BRM az 5. körben visszaelőzte, majd a 11. körben Clark ki is esett motorhiba miatt. Hill a 38. körben hibázott, bár emiatt elveszítette előnye jelentős részét, de megtartotta pozícióját és végül győzött a két Brabham: Gurney és Jack Brabham, valamint a két Ferrari: Bandini és Pedro Rodríguez előtt.
| Helyezés | #  | Versenyző       | Csapat/Motor   | Futott körök | Idő/Kiesés oka | Rajthely | Pontszám |
| -------- | -- | --------------- | -------------- | ------------ | -------------- | -------- | -------- |
| 1        | 3  | Graham Hill     | BRM            | 110          | 2:20'36,1      | 1        | 9        |
| 2        | 8  | Dan Gurney      | Brabham-Climax | 110          | +12,5          | 8        | 6        |
| 3        | 7  | Jack Brabham    | Brabham-Climax | 110          | +57,5          | 7        | 4        |
| 4        | 2  | Lorenzo Bandini | Ferrari        | 109          | +1 kör         | 5        | 3        |
| 5        | 14 | Pedro Rodríguez | Ferrari        | 109          | +1 kör         | 15       | 2        |
| 6        | 10 | Jochen Rindt    | Cooper-Climax  | 108          | +2 kör         | 13       | 1        |
| 7        | 11 | Richie Ginther  | Honda          | 108          | +2 kör         | 3        |          |
| 8        | 15 | Jo Bonnier      | Brabham-Climax | 107          | +3 kör         | 10       |          |
| 9        | 24 | Bob Bondurant   | Ferrari        | 106          | +4 kör         | 14       |          |
| 10       | 21 | Richard Attwood | Lotus-BRM      | 101          | +9 kör         | 16       |          |
| 11       | 16 | Jo Siffert      | Brabham-BRM    | 99           | +11 kör        | 11       |          |
| 12       | 18 | Moises Solana   | Lotus-Climax   | 95           | +15 kör        | 17       |          |
| 13       | 12 | Ronnie Bucknum  | Honda          | 92           | +18 kör        | 12       |          |
| Kiesett  | 4  | Jackie Stewart  | BRM            | 12           | Felfüggesztés  | 6        |          |
| Kiesett  | 5  | Jim Clark       | Lotus-Climax   | 11           | Motorhiba      | 9        |          |
| Kiesett  | 9  | Bruce McLaren   | Cooper-Climax  | 11           | Olajnyomás     | 2        |          |
| Kiesett  | 6  | Mike Spence     | Lotus-Climax   | 9            | Motorhiba      | 4        |          |
| Kiesett  | 22 | Innes Ireland   | Lotus-BRM      | 9            | Betegség       | 18       |          |

### Statisztikák
Vezető helyen:
- Graham Hill 107 (1 / 5-110)
- Jim Clark 3 (2-4)

Graham Hill  10. győzelme, 8. pole-pozíciója, 8. leggyorsabb köre, 2. mesterhármasa (pp, lk, gy)
- BRM 12. győzelme.